# Университет Франции
Университет Франции (фр. l'Université de France) — французская централизованная государственная организация, существовавшая с 1808 по 1896 год. Университет объединил ранее независимые университеты Франции, а также учреждения начального и среднего образования. Индивидуальные университеты стали академиями со своим ректором и советом.
Университет был учреждён французским императором Наполеоном I как Императорский университет (фр. l'Université impériale), учреждение было произведено законом от 10 мая 1806 года и декретом от 17 марта 1808 года. После Реставрации название было сменено на Университет Франции.
Университет символизировал централизованное публичное преподавание, отделённое от религии, в противоположность преподаванию частному в большинстве своём конфессиональному. В 1896 году Университет прекратил своё существование, а его функции частично перешли Министерству образования, но с гораздо большей независимостью индивидуальных университетов.